# Troféu Internet de 2018
O Troféu Internet de 2018 foi a 16ª edição do Troféu Internet, que premiou os melhores artistas da televisão e da música brasileira do ano de 2017. Foi apresentado durante a 57ª edição do Troféu Imprensa, realizado em 4 de março de 2018, pelo SBT.

## Vencedores e indicados

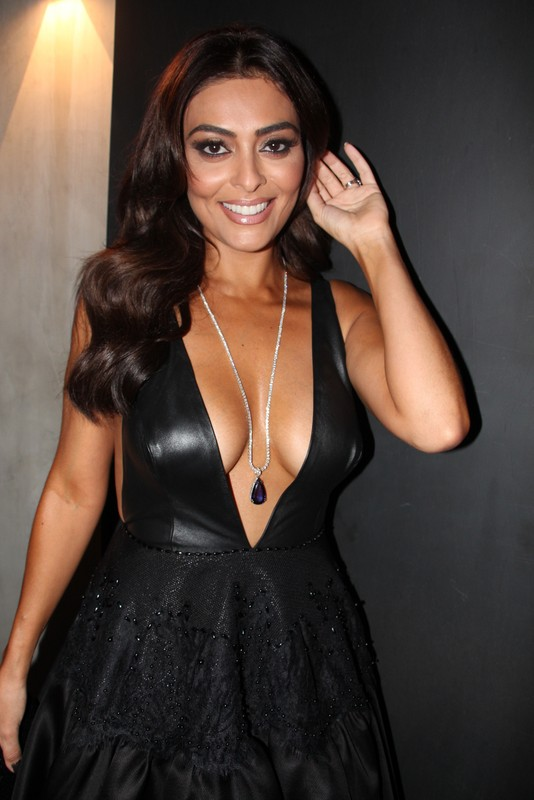
Juliana Paes, Atriz

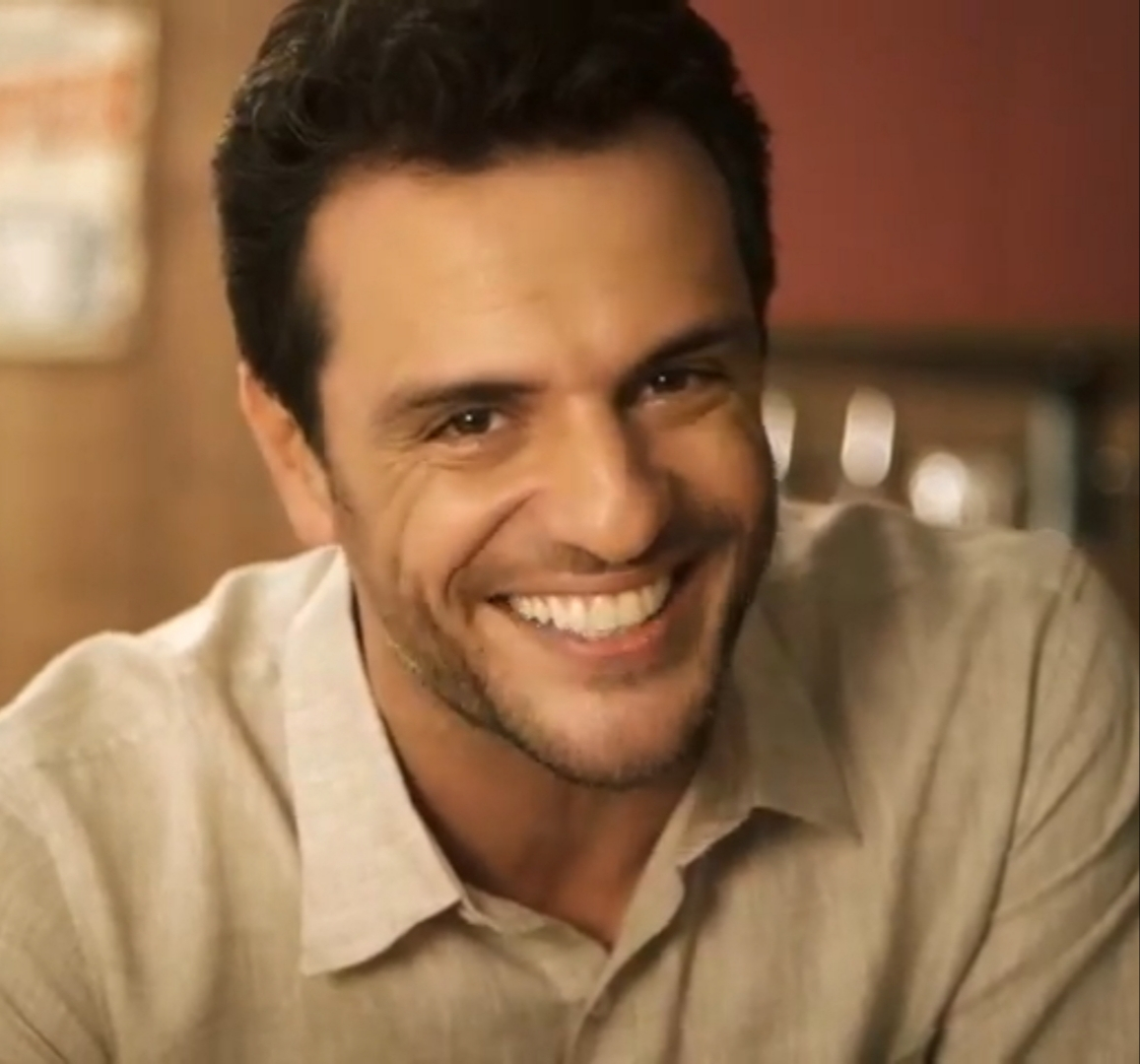
Rodrigo Lombardi, Ator

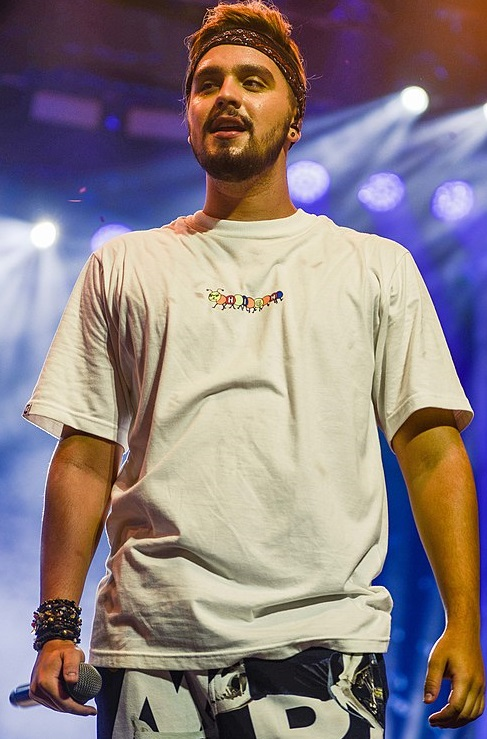
Luan Santana, Cantor

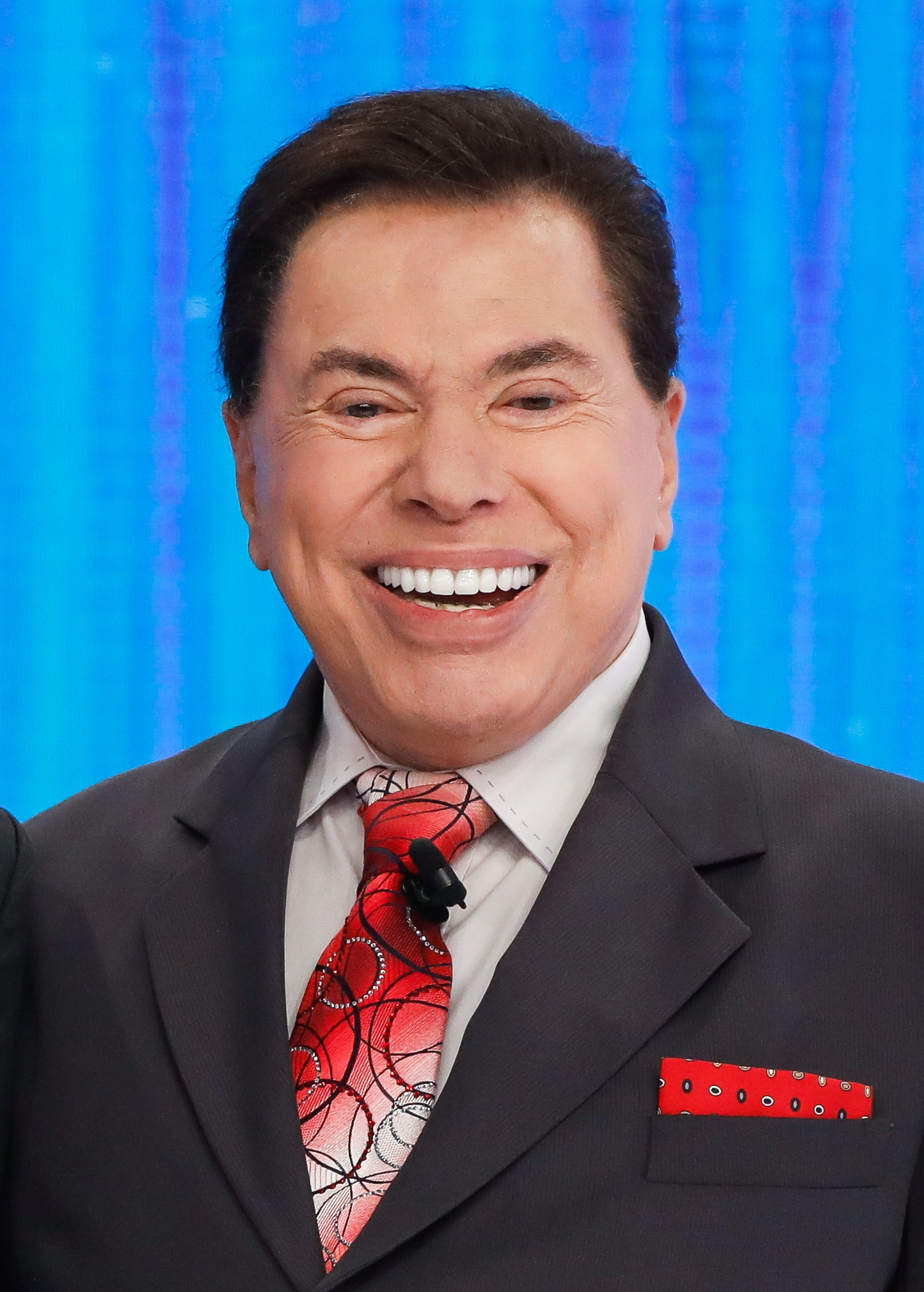
Silvio Santos, Apresentador e Programa de Auditório

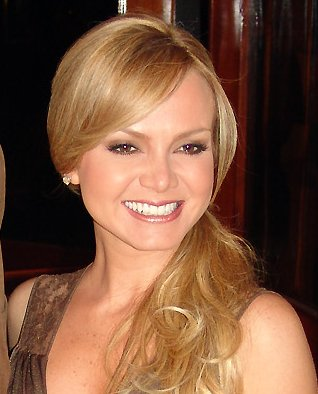
Eliana, Apresentadora

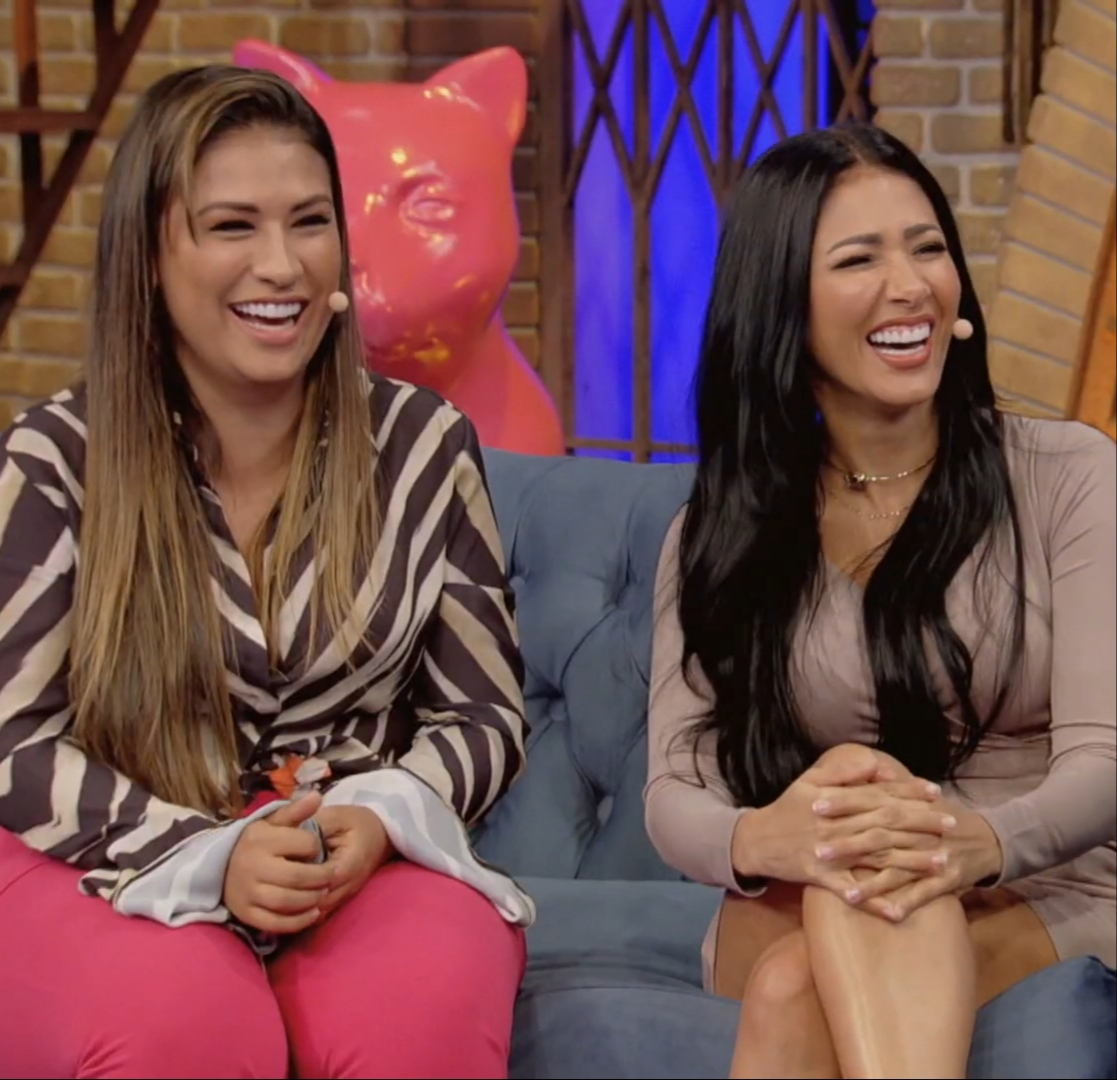
Simone & Simaria, Dupla Sertaneja

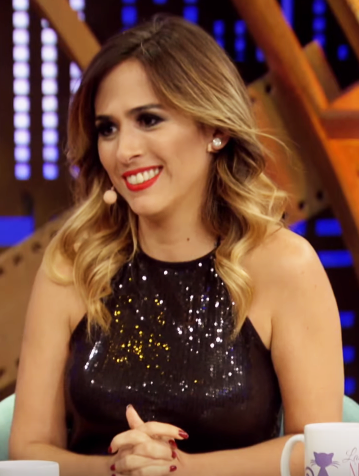
Tatá Werneck, Programa de TV

| Melhor Novela - A Força do Querer – (TV Globo) - Apocalipse – (RecordTV) - Carinha de Anjo – (SBT) - Malhação: Viva a Diferença – (TV Globo) - Novo Mundo – (TV Globo) - O Outro Lado do Paraíso – (TV Globo) - O Rico e Lázaro – (RecordTV) - Pega Pega – (TV Globo) - Rock Story – (TV Globo) - Tempo de Amar – (TV Globo)                                                | Melhor dupla sertaneja - Simone & Simaria - Bruno & Marrone - Chitãozinho & Xororó - Henrique & Juliano - Jorge & Mateus - Maiara & Maraisa - Marcos & Belutti - Matheus & Kauan - Victor & Leo - Zé Neto & Cristiano |
| Melhor Ator - Rodrigo Lombardi — (A Força do Querer) - Caio Castro — (Novo Mundo) - Carlo Porto — (Carinha de Anjo) - Emilio Dantas — (A Força do Querer) - Fiuk — (A Força do Querer) - Humberto Martins — (A Força do Querer) - Marco Pigossi — (A Força do Querer) - Renato Góes — (Os Dias Eram Assim) - Tony Ramos — (Tempo de Amar) - Vladimir Brichta — (Rock Story) | Melhor Atriz - Juliana Paes — (A Força do Querer) - Bia Arantes — (Carinha de Anjo) - Priscila Sol — (Carinha de Anjo) - Isis Valverde — (A Força do Querer) - Lília Cabral — (A Força do Querer) - Lorena Queiroz — (Carinha de Anjo) - Maisa Silva — (Carinha de Anjo) - Paolla Oliveira — (A Força do Querer) - Sophie Charlotte — (Os Dias Eram Assim) - Vivianne Pasmanter — (Novo Mundo) |
| Melhor Cantor - Luan Santana - Daniel - Gusttavo Lima - Lucas Lucco - Nego do Borel - Roberto Carlos - Sam Alves - Tiago Iorc - Wesley Safadão - Zé Felipe | Melhor Cantora - Ivete Sangalo - Aline Barros - Anitta - Claudia Leitte - Joelma - Ludmilla - Marília Mendonça - Naiara Azevedo - Paula Fernandes - Sandy |
| Melhor Apresentador - Silvio Santos - Celso Portiolli - Fábio Porchat - Fausto Silva - Luciano Huck - Márcio Garcia - Marcos Mion - Ratinho - Rodrigo Faro - Serginho Groisman | Melhor Apresentadora - Eliana - Angélica - Christina Rocha - Fátima Bernardes - Patrícia Abravanel - Sabrina Sato - Silvia Abravanel - Sophia Abrahão - Tatá Werneck - Xuxa Meneghel |
| Melhor programa de auditório - Programa Silvio Santos – (SBT) - Altas Horas – (TV Globo) - Caldeirão do Huck – (TV Globo) - Domingão do Faustão – (TV Globo) - Domingo Legal – (SBT) - Eliana – (SBT) - Encontro com Fátima Bernardes – (TV Globo) - Hora do Faro – (RecordTV) - Legendários – (RecordTV) - Programa do Ratinho – (SBT)                                     | Melhor telejornal - Jornal Nacional – (TV Globo) - Bom Dia Brasil – (TV Globo) - Cidade Alerta – (RecordTV) - Jornal da Band – (Rede Bandeirantes) - Jornal da Globo – (TV Globo) - Jornal da Record – (RecordTV) - Jornal Hoje – (TV Globo) - RJTV – (TV Globo) - SBT Brasil – (SBT) - SBT Notícias – (SBT)                                                                                   |
| Melhor programa de entrevistas - Programa do Porchat – (RecordTV) - Altas Horas – (TV Globo) - Conversa com Bial – (TV Globo) - Encontro com Fátima Bernardes – (TV Globo) - Estrelas – (TV Globo) - Lady Night – (Multishow) - Luciana by Night – (RedeTV!) - Mariana Godoy Entrevista – (RedeTV!) - The Noite com Danilo Gentili – (SBT) - Vai, Fernandinha – (Multishow) | Melhor programa jornalístico - Fantástico – (TV Globo) - Câmera Record – (RecordTV) - Conexão Repórter – (RecordTV) - Domingo Espetacular – (RecordTV) - Globo Repórter – (TV Globo) - Polícia 24 Horas – (Rede Bandeirantes) - Profissão Repórter – (TV Globo) - Repórter em Ação – (RecordTV) - Repórter Eco – (TV Cultura) - Repórter Record Investigação – (RecordTV)                      |
| Melhor programa infantil - Bom Dia & Cia – (SBT) - Algodão Doce – (TV Diário) - Carrossel Animado – (SBT) - Cantinho da Criança – (TV Canção Nova) - Castelo Rá-Tim-Bum – (TV Cultura) - Cocoricó – (TV Cultura) - Detetives do Prédio Azul – (Gloob) - Mundo Disney – (SBT) - Parque Patati Patatá – (SBT) - Quintal da Cultura – (TV Cultura)                             | Melhor programa humorístico - A Praça É Nossa – (SBT) - Adnight Show – (TV Globo) - Encrenca – (RedeTV!) - Escolinha do Professor Raimundo – (TV Globo) - Mister Brau – (TV Globo) - Pânico na Band – (Rede Bandeirantes) - Tá no Ar: a TV na TV – (TV Globo) - Os Trapalhões – (TV Globo) - Vai Que Cola – (Multishow) - Zorra – (TV Globo)                                                   |
| Melhor programa de TV - Lady Night – (Multishow) - Altas Horas – (TV Globo) - Caldeirão do Huck – (TV Globo) - Domingão do Faustão – (TV Globo) - Encontro com Fátima Bernardes – (TV Globo) - Eliana – (SBT) - Legendários – (RecordTV) - Programa do Ratinho – (SBT) - Programa Silvio Santos – (SBT) - The Noite com Danilo Gentili – (SBT)                              | |

## Emissoras Indicadas
| Emissora          | Número de Indicações |
| ----------------- | -------------------- |
| Rede Globo        | 61                   |
| SBT               | 37                   |
| RecordTV          | 17                   |
| Rede Bandeirantes | 6                    |
| RedeTV!           | 4                    |
| Multishow         | 4                    |
| TV Cultura        | 4                    |
| TV Canção Nova    | 1                    |
| Gloob             | 1                    |
| TV Diário         | 1                    |